# Сахновщина (Полтавская область)
Сахновщина (укр. Сахнівщина) — село,
Сахновщинский сельский совет,
Машевский район,
Полтавская область,
Украина.
Код КОАТУУ — 5323086201. Население по переписи 2001 года составляло 503 человека.
Является административным центром Сахновщинского сельского совета, в который, кроме того, входят сёла
Волчья Балка,
Григоровка и
Петровка.

## Географическое положение
Село Сахновщина находится на берегах реки Тагамлык,
выше по течению примыкает село Григоровка,
ниже по течению на расстоянии в 2,5 км расположен пгт Машевка.
Рядом проходит железная дорога, разъезд Сухой в 1,5 км.

## Экономика
- Молочно-товарная ферма.

## Объекты социальной сферы
- Школа.